# Lorenzo Gomis
Lorenzo Gomis Sanahuja (Barcelona, 4 de marzo de 1924 - 31 de diciembre de 2005) fue un conocido poeta y periodista español. 

## Trayectoria profesional
Respecto a su trayectoria cabe mencionar que fue director de El Correo Catalán de 1977 a 1981. Fue cofundador, en 1951, e inspirador de la revista El Ciervo, que dirigió junto a su mujer Roser Bofill La revista, de intelectuales cristianos, fue considerada como una ventana abierta en pleno franquismo. Era católico practicante. Fue catedrático emérito de periodismo de la Universidad Autónoma de Barcelona. También fue columnista y consejero de dirección de La Vanguardia

## Premios y distinciones
- Premio Adonais en 1951 por El caballo
- Cruz de San Jorge, otorgada por la Generalidad de Cataluña

## Obras
- El caballo (1951)
- Cámara lenta (1969)
- Oficios y maleficios (1971)
- Sons i sonets (1984)
- Libro de Adán y Eva (1991).